# 滑铁卢广场 (阿姆斯特丹)

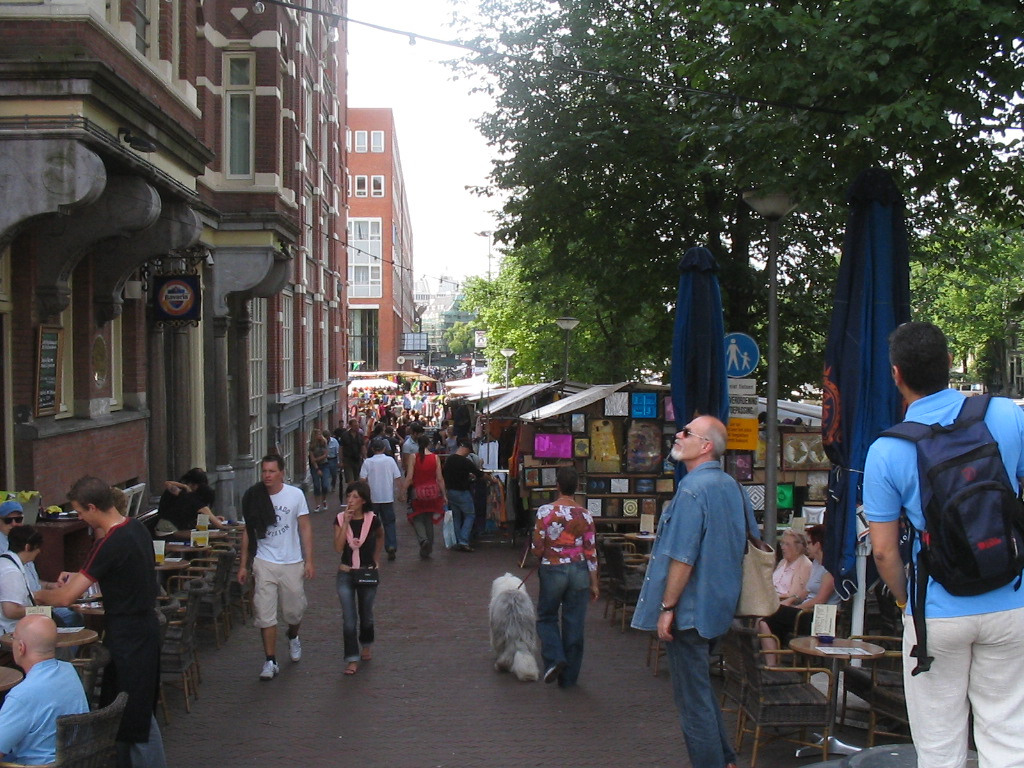

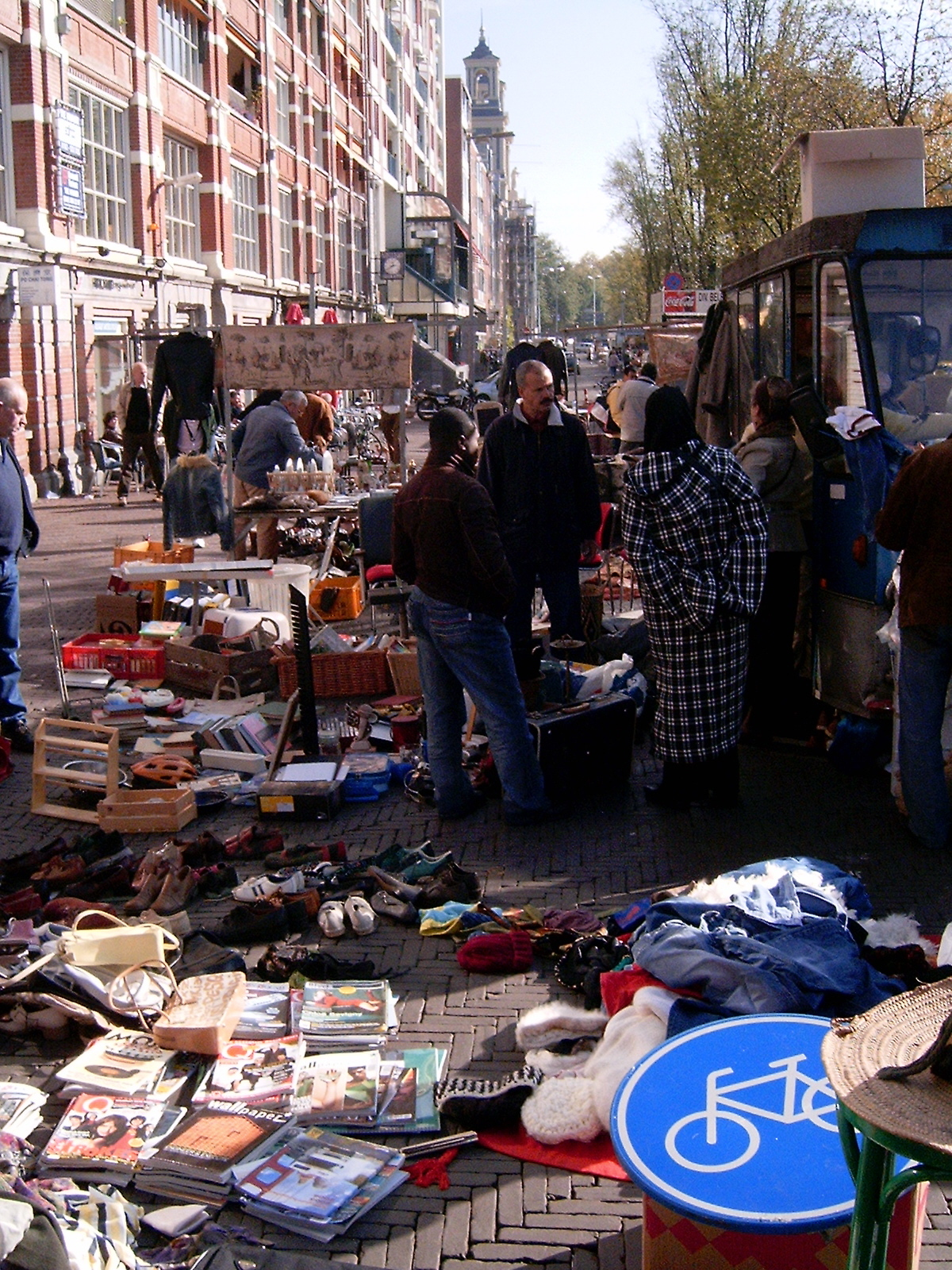

52°22′06″N 4°54′06″E / 52.36833°N 4.90167°E
滑铁卢广场（荷蘭語：Waterlooplein）是荷兰阿姆斯特丹市中心的一个广场，靠近阿姆斯特尔河，开辟于1882年，得名于滑铁卢战役。广场上有市政歌剧院、摩西与亚伦教堂及跳蚤市场。猶太歷史博物館也位於這個區域。

## 歷史
19世纪，市政府将附近的犹太人宽街和圣安东尼宽街的犹太商人的摊位移至滑铁卢广场，仅星期六不开市（犹太安息日）。
第二次世界大战期间，犹太人被送往集中营，犹太区的居民和滑铁卢广场市集都消失了。战争结束后，滑铁卢广场成为了跳蚤市场。目前有300摊位，除了星期日外，每日开市。